# Hyde (Familienname)
Hyde ist ein englischer Familienname.

## Namensträger
- Alex Hyde (1898–1956), US-amerikanischer Musiker, Violinist, Bandleader
- Alex Hyde-White (* 1959), britischer Schauspieler
- Aljoscha Hyde (* 1992), deutscher Fußballspieler
- Allan Hyde (* 1989), dänischer Schauspieler
- Anne Hyde (1637–1671), Herzogin von York, Ehefrau von James Stuart
- Arthur M. Hyde (1877–1947), US-amerikanischer Politiker
- Carlos Hyde (* 1990), US-amerikanischer American-Football-Spieler
- Catherine Ryan Hyde (* 1955), US-amerikanische Autorin
- Chris Hyde, Pseudonym von Helmut Wenske (* 1940), deutscher Maler, Grafiker und Autors
- Cindy Hyde-Smith (* 1959), US-amerikanische Politikerin
- Devon Hyde (* 1967), belizischer Leichtathlet
- DeWitt Hyde (1909–1986), US-amerikanischer Politiker
- Dick Hyde (1936–2019), US-amerikanischer Musiker
- Douglas Hyde (1860–1949), irischer Dichter und Politiker, Präsident 1938 bis 1945
- Edward Hyde (Priester) (1607–1659), englischer Kleriker
- Edward Hyde, 1. Earl of Clarendon (1609–1674), englischer Staatsmann und Historiker
- Edward Hyde, 3. Earl of Clarendon (1661–1723), englisch-britischer Politiker, Gouverneur von New York und New Jersey
- Edward Hyde (Politiker) (1667–1712), britischer Politiker, Kolonialgouverneur der Province of North Carolina
- Edward Hyde, Viscount Cornbury, 9. Baron Clifton (1691–1713), englisch-britischer Peer und Politiker
- Ephraim H. Hyde (1812–1896), US-amerikanischer Politiker
- Felix Hyde (* 1976), ghanaischer Kugelstoßer
- George Hyde (Admiral) (1877–1937), englisch-australischer Admiral
- George Hyde (Leichtathlet) (1905–1974), australischer Langstreckenläufer
- George Hyde (Bischof) (1923–2010), US-amerikanischer Bischof
- George Gordon Hyde (1883–1946), kanadischer Politiker
- Graham Hyde (* 1970), englischer Fußballspieler
- Henry Hyde (Politiker) (1924–2007), US-amerikanischer Politiker
- Henry Hyde, 2. Earl of Clarendon (1638–1709), englischer Politiker
- Henry Hyde, 4. Earl of Clarendon, 2. Earl of Rochester (1672–1753), englischer Politiker
- Ida Henrietta Hyde (1857–1945), US-amerikanische Physiologin
- Ira B. Hyde (1838–1926), US-amerikanischer Politiker
- Jaheel Hyde (* 1997), jamaikanischer Hürdenläufer
- James Hyde (Mediziner) (1617–1681), englischer Mediziner
- James Hyde (Schauspieler) (* 1962), US-amerikanischer Schauspieler
- James Hazen Hyde (1876–1959), US-amerikanischer Erbe
- Jonathan Hyde (* 1948), britischer Schauspieler
- Ken Hyde (1915–2010), britischer Tischtennisspieler
- Kevin David Hyde (* 1955), britischer Mykologe
- Laurance M. Hyde (Laurance Mastick Hyde; 1892–1978), US-amerikanischer Jurist und Richter
- Laurence Hyde, 1. Earl of Rochester (1642–1711), englischer Staatsmann
- Laurence Hyde (Maler) (1914–1987), kanadischer Maler, Grafiker und Filmemacher
- Lawrence Hyde (Politiker, † 1590) (* 1590), englischer Politiker
- Lawrence Hyde (Politiker, 1562) (1562–1641), englischer Jurist, Generalstaatsanwalt und Politiker
- Lawrence Hyde (Politiker, um 1595) (um 1595–1643), englischer Jurist und Politiker
- Lawrence Hyde (Politiker, um 1610) (um 1610–1682), englischer Politiker
- Lewis Hyde (* 1945), US-amerikanischer Schriftsteller
- Maria Jane Hyde  (* 1969), britische Musicaldarstellerin
- Marie Agnes H. Hyde (1882–1978), US-amerikanische Malerin
- Margaret Hyde, US-amerikanische Fotografin und Buchautorin
- Matt Hyde (US-amerikanischer Musikproduzent) (* 1964), US-amerikanischer Musikproduzent und Toningenieur
- Matt Hyde (britischer Musikproduzent), britischer Musikproduzent
- Micah Hyde (Fußballspieler) (* 1974), jamaikanischer Fußballspieler
- Micah Hyde (Footballspieler) (* 1990), US-amerikanischer American-Football-Spieler
- Miriam Hyde (1913–2005), australische Komponistin, Pianistin, Musikpädagogin und Autorin
- Noel Hyde (1910–1987), britischer Offizier der Luftstreitkräfte
- Ralph Hyde (1939–2015), britischer Museumskurator
- Robin Hyde (1906–1939), neuseeländische Dichterin, Romanautorin und Journalistin
- Sam Hyde (* 1985), US-amerikanischer Komiker, Performance Artist und Schauspieler
- Samuel C. Hyde (1842–1922), US-amerikanischer Politiker
- Sophie Hyde (* 1977), australische Filmregisseurin und -produzentin und Drehbuchautorin
- Stephen Hyde (* 1987), US-amerikanischer Radsportler
- Thomas Hyde (1636–1703), englischer Orientalist und Linguist
- Walter Hyde (1875–1951), britischer Opernsänger und Gesangspädagoge
- Walter Woodburn Hyde (1870–1966), US-amerikanischer Althistoriker
- Wilfrid Hyde-White (1903–1991), britischer Schauspieler

## Fiktive Personen
- Edward Hyde, Person in der Erzählung Der seltsame Fall des Dr. Jekyll und Mr. Hyde von Robert Louis Stevenson

## Künstlername
- Hyde (Sänger) (* 1969), japanischer Sänger